# Turn-Weltmeisterschaften 1993
Die 28. Weltmeisterschaften im Gerätturnen fanden 1993 im National Exhibition Centre in Birmingham, Vereinigtes Königreich statt.

## Ergebnisse

### Männer

#### Einzel-Mehrkampf
| Rang | Athlet            |
| ---- | ----------------- |
| 1.   | Wital Schtscherba |
| 2.   | Sergei Charkow    |
| 3.   | Andreas Wecker    |

#### Boden
| Rang | Athlet             |
| ---- | ------------------ |
| 1.   | Hryhorij Missjutin |
| 2.   | Neil Thomas        |
| 2.   | Wital Schtscherba  |

#### Reck
| Rang | Athlet         |
| ---- | -------------- |
| 1.   | Sergei Charkow |
| 2.   | Marius Gherman |
| 3.   | Zoltán Supola  |

#### Barren
| Rang | Athlet               |
| ---- | -------------------- |
| 1.   | Wital Schtscherba    |
| 2.   | Ihor Korobtschinskyj |
| 3.   | Waleri Belenki       |

#### Pauschenpferd
| Rang | Athlet            |
| ---- | ----------------- |
| 1.   | Pae Gil-su        |
| 2.   | Andreas Wecker    |
| 3.   | Károly Schupkégel |

#### Ringe
| Rang | Athlet         |
| ---- | -------------- |
| 1.   | Juri Chechi    |
| 2.   | Andreas Wecker |
| 3.   | Iwan Iwankou   |

#### Sprung
| Rang | Athlet            |
| ---- | ----------------- |
| 1.   | Wital Schtscherba |
| 2.   | Chang Feng-chih   |
| 3.   | Yoo Ok-Yul        |

### Frauen

#### Einzel-Mehrkampf
| Rang | Athletin         |
| ---- | ---------------- |
| 1.   | Shannon Miller   |
| 2.   | Gina Gogean      |
| 3.   | Tetjana Lyssenko |

#### Balken
| Rang | Athletin           |
| ---- | ------------------ |
| 1.   | Lavinia Miloșovici |
| 2.   | Dominique Dawes    |
| 3.   | Gina Gogean        |

#### Boden
| Rang | Athletin        |
| ---- | --------------- |
| 1.   | Shannon Miller  |
| 2.   | Gina Gogean     |
| 3.   | Natalja Bobrowa |

#### Stufenbarren
| Rang | Athletin         |
| ---- | ---------------- |
| 1.   | Shannon Miller   |
| 2.   | Dominique Dawes  |
| 3.   | Andreea Cacovean |

#### Sprung
| Rang | Athletin           |
| ---- | ------------------ |
| 1.   | Alena Piskun       |
| 2.   | Lavinia Miloșovici |
| 3.   | Oksana Chusovitina |

## Medaillenspiegel
| Platz | Land               | Gold | Silber | Bronze | Gesamt |
| ----- | ------------------ | ---- | ------ | ------ | ------ |
| 1     | Belarus            | 4    | 1      | 1      | 6      |
| 2     | Vereinigte Staaten | 3    | 2      | —      | 5      |
| 3     | Rumänien           | 1    | 4      | 2      | 7      |
| 4     | Russland           | 1    | 1      | 1      | 3      |
| 4     | Ukraine            | 1    | 1      | 1      | 3      |
| 6     | Italien            | 1    | —      | —      | 1      |
| 6     | Nordkorea          | 1    | —      | —      | 1      |
| 8     | Deutschland        | —    | 2      | 1      | 3      |
| 9     | Chinesisch Taipeh  | —    | 1      | —      | 1      |
| 9     | Großbritannien     | —    | 1      | —      | 1      |
| 11    | Ungarn             | —    | —      | 2      | 2      |
| 14    | IOC                | —    | —      | 1      | 1      |
| 14    | Südkorea           | —    | —      | 1      | 1      |
| 14    | Usbekistan         | —    | —      | 1      | 1      |